# Owińska
Owińska (prononciation : [ɔˈviɲska]; en allemand : Owinsk) est un village polonais de la gmina de Czerwonak dans le powiat de Poznań de la voïvodie de Grande-Pologne, dans le centre-ouest de la Pologne. Il est surtout connu pour son ancienne abbaye cistercienne et pour le château néo-classique d'Owińska, l'une des œuvres les plus anciennes de l'architecte Karl Friedrich Schinkel.

## Géographie
Le village se situe dans la région historique de Grande-Pologne, à environ 4 kilomètres au nord de Czerwonak (siège de la gmina) et à 12 kilomètres au nord de Poznań (siège du powiat et capitale régionale).
Le village possède une population de 2 150 habitants en 2014.

## Histoire

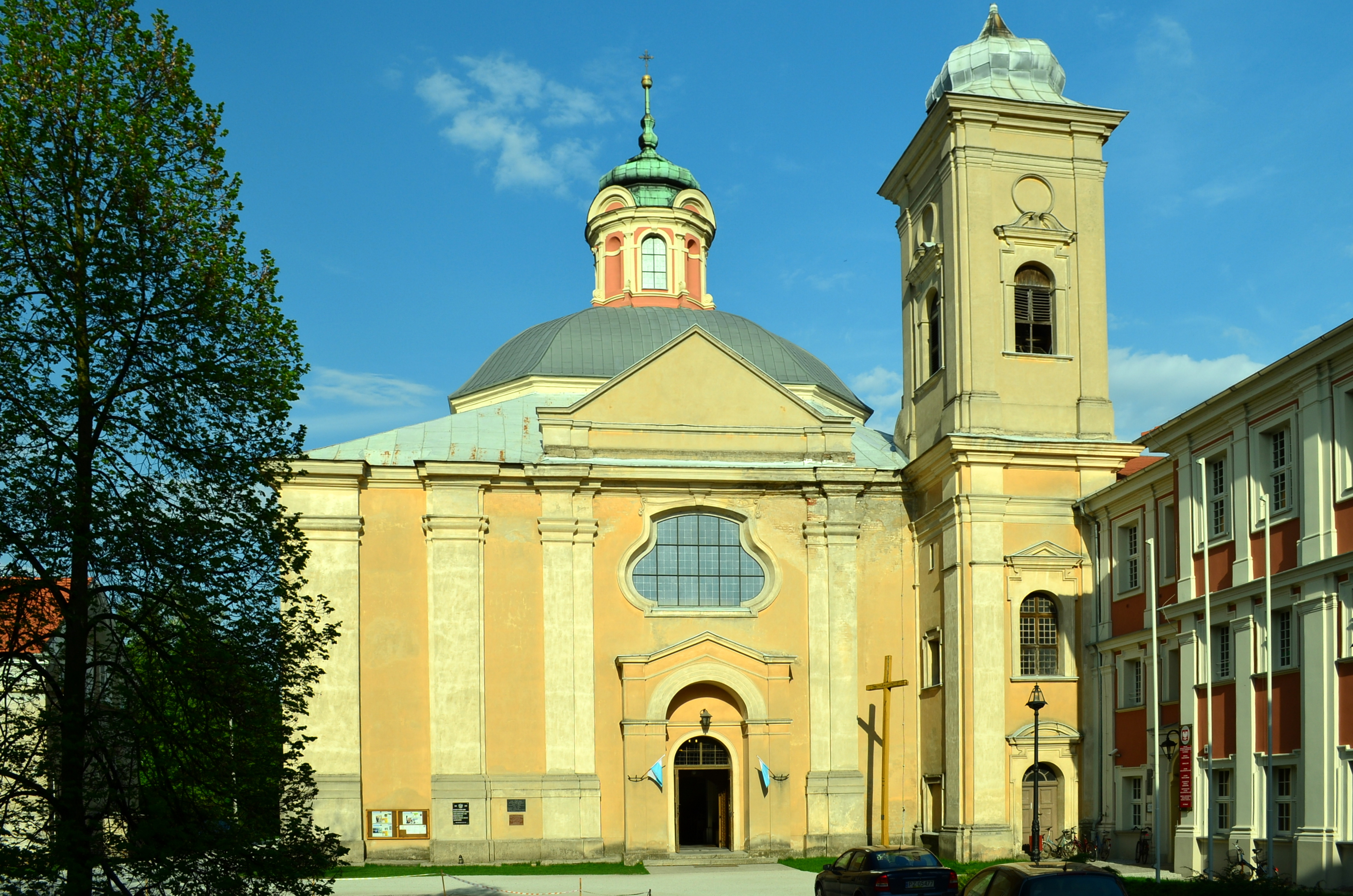
L'ancienne église abbatiale Saint Jean Baptiste.

Le couvent cistercien est fondé entre 1242 et 1252 sous le règne du duc Przemysl Ier de Grande-Pologne. Une fille de Przemysl, Anne (1253-1295), y fut abbesse. Les bâtiments ayant survécu datent de l'époque du baroque. Après que la région a été annexée par le royaume de Prusse au cours du deuxième partage de la Pologne en 1793, le monastére fut supprimé. En 1797, les domaines ont été acquis par la noble famille de Treskow.
Le château d'Owińska, entouré d'un vaste parc et d'un lac, fut construit à partir de 1799 ; d'abord sous la direction de David Gilly, professeur à l'académie d'architecture de Berlin qui a créé des plans sur le modèle du château de Paretz, puis de son élève Louis Catel. Pendant la période qui suit, l'architecte Karl Friedrich Schinkel a révisé la majeure partie des plans du bâtiment qui a été terminé en 1806. Le jardin est réalisé dans les années 1820 selon les plans de Peter Joseph Lenné. Les Tresckow furent propriétaires du château jusqu'à leur expulsion après la Seconde Guerre mondiale.

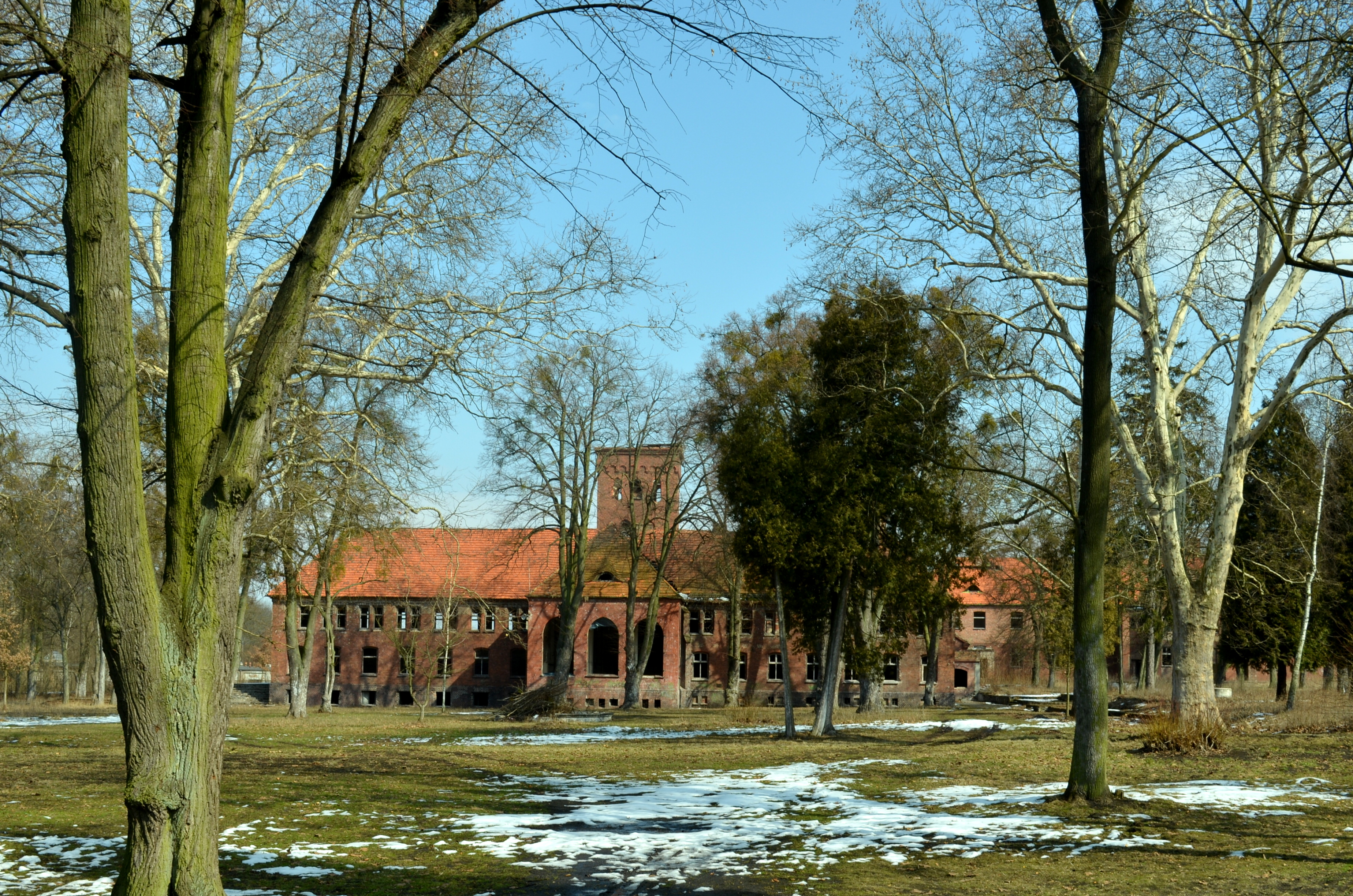
L'ancien hôpital.

Un hôpital psychiatrique y a été ouvert en 1838. En 1939, peu après la fin de l’invasion de la Pologne, l'administration nazie à Poznań a décidé de faire le recensement de tous les asiles d'aliénés. Dans le cadre de l’Aktion T4, on établit des listes de malades à éliminer et sur cette base le Sonderkommando de Herbert Lange inspecte l'établissement pour y rafler malades mentaux et handicapés et ensuite les assassiner au Fort VII. Ensuite la SS à son tour utilisait les bâtiments jusqu'à la fin de la guerre. Aujourd'hui, les aménagements sont abandonnés.
De 1975 à 1998, le village faisait partie du territoire de la voïvodie de Poznań. Depuis 1999, Owińska est situé dans la voïvodie de Grande-Pologne.